# Monika Panajotova

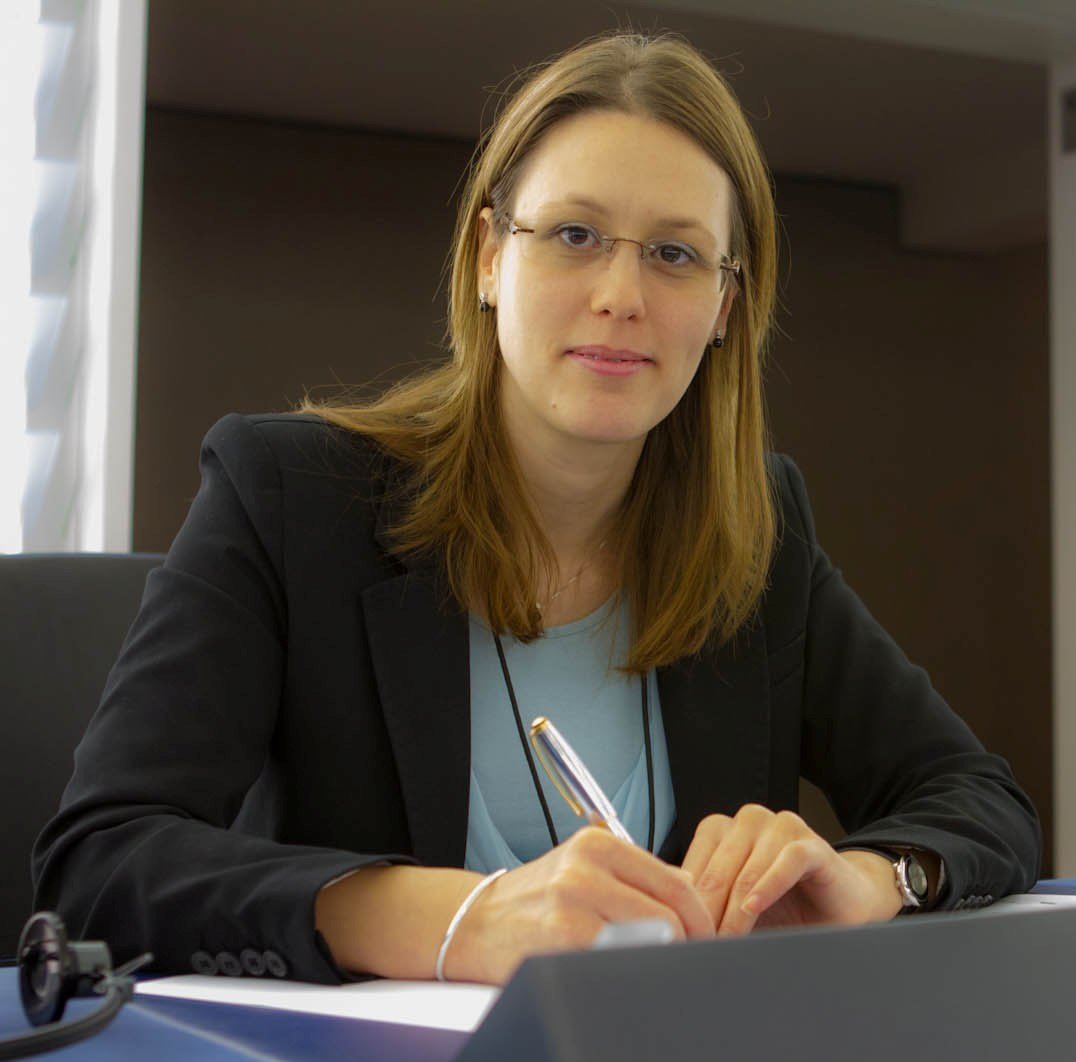
Monika Panajotova

Monika Chans Panajotova (Bulgaars: Моника Ханс Панайотова) (Sofia, 19 augustus 1983) is een Bulgaars politica en lid van het Europees Parlement voor de centrumrechtse partij 'Burgers voor Europese Ontwikkeling van Bulgarije'.
Panajotava heeft een Bachelor Internationale betrekkingen en Master Internationale economie behaald aan de Universiteit voor Nationale en Wereldeconomie in Sofia. Voor ze de politiek inging, werkte Panajotava bij een NGO als 'Projects and Public communications'-coördinator en was ze onderwijsassistent aan het Economic Policy Institute in Sofia. In 2009 werd ze verkozen tot lid van de Bulgaarse Nationale Vergadering, voor de Burgers voor Europese Ontwikkeling van Bulgarije partij. Toen Emil Stojanov onverwacht stopte om meer tijd met zijn familie te besteden en te werken aan zijn televisiezender, heeft Panajotova in december 2012 zijn zetel overgenomen. Panajotova is lid van de 'commissie begrotingscontrole' en de 'commissie cultuur en onderwijs'. Verder is ze plaatsvervanger in de 'subcommissie veiligheid en defensie' en plaatsvervanger in de 'delegatie voor betrekkingen met Australië en Nieuw-Zeeland'. Panajatova is met de partij 'Burgers voor Europese Ontwikkeling van Bulgarije' aangesloten bij de Europese Volkspartij.